# Football Club Victoria Rosport
FC Victoria Rosport é uma equipe luxemburguesa de futebol com sede em Rosport. Disputa a primeira divisão de Luxemburgo (Campeonato Luxemburguês de Futebol).
Seus jogos são mandados no VictoriArena, que possui capacidade para 2.500 espectadores.

## História
O FC Victoria Rosport foi fundado em 01 de Outubro de 1928.